# Hoja de álbum
Hoja de álbum es el título de numerosas composiciones pequeñas de una amplia variedad de compositores clásicos. Este también aparece en la versión francesa, Feuille d'album o Feuillet d'album; en la versión alemana, Albumblatt (pl. Albumblätter); en la versión rusa, Листок из альбома (pl. Листки из альбома); y en otras versiones.
Muchas de estas piezas son para solos de piano, pero el título ha sido usado también para otras piezas instrumentales dentro del género de música de salón, y para piezas para voz. Tienden a ser cortas, apacibles, y no particularmente exigentes para el intérprete. No hay una forma o estructura estándar; el título Hoja de álbum es muy arbitrario, y estas piezas pudieron haber sido llamadas Preludio, Impromptu, Romance, Humoresque u otros nombres.
Originariamente, el término "Hoja de Álbum" era usado para las piezas escritas en dedicación a un amigo o admirador, con el fin de que sean insertadas en sus álbumes o libro de autógrafos, y no con la intención de publicarlas. Después perdió toda asociación con una dedicatoria en particular.

## Ejemplos destacados
Las siguientes piezas son para piano solo, a menos que se indique lo contrario.
- Joachim Andersen:
  - Albumblatt, Op. 19
- Ludovic Lamothe
  - Hoja de álbum n.º 1 en fa sostenido menor
  - Hoja de álbum n.º 2 en re bemol mayor
- Béla Bartók:
  - Albumblatt: Andante en la mayor para violín y piano
- Friedrich Baumfelder:
  - Feuille d'Album, Op. 51 (1854)
  - Albumblätter: Drei Präludienartige Stücke für Piano, Op. 175 (1850)
- Ludwig van Beethoven:
  - Für Elise, normalmente clasificada como una bagatelle, a veces se denomina Albumblatt
- Hector Berlioz:
  - Feuillets d'album - 6 canciones (Zaide; Les champs; Le Chant des chemins de fer; Prière du matin; La belle Isabau; Le chasseur danois), Op. 19 (1850)
- Georges Bizet:
  - Feuilles d'album - 6 canciones (À une fleur (de Musset), Adieux à Suzon (de Musset), Sonnet (Ronsard), Guitare (Hugo), Rose d'amour (Millevoye), Le grillon (Lamartine)) (1866)
- August de Boeck:
  - Feuillet d'album para viola y piano (ca. 1892)
- Johannes Brahms:
  - Albumblatt (1853)[2]
- Louis Brassin:
  - Feuillet d'album
- Ignaz Brüll:
  - 7 Albumblätter, Op. 33 (sin fecha; c.1880)[3]
- August Bungert:
  - Hoja de álbum (1885)[4]
- Ferruccio Busoni:
  - Albumblatt en mi menor para flauta (o violín con sordina) y piano (1916)
  - Albumblatt en mi menor para piano (1917)
- André Caplet:
  - Feuillets d'album para flauta y piano (1901)
- Emmanuel Chabrier:
  - Feuillet d'album
- Cécile Chaminade:
  - 6 Feuillets d'album (Promenade; Scherzetto; Élégie; Valse arabesque; Chanson russe; Rondo allegre), Op. 98 (1900)
- Carlos Chávez:
  - Feuille d'album para guitarra (1974)
- Frédéric Chopin:
  - Hoja de álbum (Moderato) en mi mayor, B. 151
- Ernő Dohnányi:
  - Albumblatt (1899)
- Antonín Dvořák:[5]
  - 4 Album leaves, B. 109 (1880)
  - Album leaf, B. 158 (1888)
- Gabrielle Ferrari:
  - Feuilles d'album, Op. 76
- Zdeněk Fibich:
  - 5 Feuillets d'album, Op. 2
- Wilhelm Fitzenhagen:
  - Hoja de álbum para cello y piano, Op. 26
- Niels Gade:
  - Albumsblade (1852)
  - Albumblad en do mayor (1860)
- Sir Edward German:
  - Hoja de álbum (1892)
  - Hoja de álbum para violin y piano
- Alexander Glazunov:
  - Albumblatt para trompeta y piano (1899)
- Reinhold Glière:
  - 12 Album Leaves para cello y piano, Op. 51 (1910)[6]
- Mikhail Goldstein:
  - "Albumblatt (Листок из Альбома) de Glazunov", a musical hoax
- Edvard Grieg:
  - 4 Hojas de álbum, Op. 28
  - Hoja de álbum (1878)
  - Hoja de álbum n.º 2 de Piezas líricas, Libro IV, Op. 47
  - Hoja de álbum n.º 7 (Piezas líricas), Op. 12
- Friedrich Grützmacher:
  - Albumblatt, Op. 66 (1897)[7]
- Stephen Heller:
  - Feuillet d'album, Op. 118/2
  - 3 Feuillets d'album, Op. 157
- Bertold Hummel:
  - Albumblatt para viola y piano, Op. 87a (1897)
- Engelbert Humperdinck:
  - Albumblatt en fa mayor para violin y piano (1910)[8]
- Salomon Jadassohn:
  - Albumblatt, Op. 7 (1862)
  - Albumblatt, Op. 39 (1872)
  - 5 Albumblätter, Op. 63 (1881)[9]
  - Albumblatt (1881; inédita)
- Friedrich Kiel:
  - Albumblatt
- Theodor Kirchner:
  - Albumleaves, Op. 7
  - Nuevas hojas de álbum: 2 piezas de carácter, Op. 49
  - Albumblätter (Neue Folge), Op. 80
  - Albumblatt para violin y piano
- Conradin Kreutzer:
  - Hoja de álbum (1882)[10]
- Lowell Liebermann
  - Hoja de álbum para cello y piano, Op. 66 (1999)
- Franz Liszt:
  - S.158c, Adagio en do mayor (Dante Sonata Albumleaf) (1844–45)
  - S.163a/1, Hoja de álbum en fa sostenido menor (1828)
  - S.163b, Hoja de álbum (Ah vous dirai-je, maman) (1833)
  - S.163c, Hoja de álbum en do menor (Pressburg) (1839)
  - S.163d, Hoja de álbum en mi mayor (Leipzig) (1840)
  - S.164, Feuille d'album n.º 1 (1840)
  - S.164a, Hoja de álbum en mi mayor (Vienna) (1840)
  - S.164b, Hoja de álbum en mi bemol mayor (Leipzig) (1840)
  - S.164c, Hoja de álbum: Exeter Preludio (1841)
  - S.164d, Hoja de álbum en mi mayor (Detmold) (1840)
  - S.164e, Hoja de álbum: Magyar (1841)
  - S.164f, Hoja de álbum en la menor (Rákóczi-Marsch) (1841)
  - S.164g, Hoja de álbum: Berlin Preludio (1842)
  - S.165, Feuilles d'album en la bemol mayor (1841)
  - S.166, Albumblatt en waltzerform (1841)
  - S.166a, Hoja de álbum en mi mayor (1843)
  - S.166b, Hoja de álbum en la bemol mayor (Portugal) (1844)
  - S.166c, Hoja de álbum en la bemol mayor (1844)
  - S.166d, Hoja de álbum: Lyon prélude (1844)
  - S.166e, Hoja de álbum: Prélude omnitonique (1844)
  - S.166f, Hoja de álbum: Braunschweig preludio (1844)
  - S.166g, Hoja de álbum: Serenade (1840–49)
  - S.166h, Hoja de álbum: Andante religioso (1846)
  - S.166k, Hoja de álbum en la mayor: Friska (ca. 1846–49)
  - S.166l/1, Hoja de álbum en la bemol mayor: Andante con moto (ca. 1840)
  - S.166l/2, Hoja de álbum en sol menor: Weimar III (ca. 1840)
  - S.166m-n, Albumblätter für Prinzessin Marie von Sayn-Wittgenstein (1847)
  - S.166y/2, Hoja de álbum en la menor: Introduction à la Grande Étude de Paganini (ca. 1884)[11]
  - S.167, Feuille d'album n.º 2 [Die Zelle en Nonnenwerth, 3ª versión] (1843)
  - S.167c, Hoja de álbum (del Agnus Dei de la Missa Solemnis, S.9) (1860–69)
  - S.167d, Hoja de álbum (del poema sinfónico Orpheus, S.98) (1860)
  - S.167e, Hoja de álbum (del poema sinfónico Die Ideale, S.106) (1861)
  - S.167f, Hoja de álbum en G mayor (ca. 1860)
  - S.167r, Hoja de álbum: Andante (1850–59; inacabada)
  - S.171b, Hoja de álbum o Consolación n.º 1 (1870–79)
- Henri Marteau:
  - Feuillet d'Album n.º 2 en re menor para viola y piano, Op. 2
- Joseph Marx
  - Albumblatt en mi mayor (1916)
  - Albumblatt en fa mayor (alternative names: "Romanze", "Moderne Klavierstudie"; undated)[12]
- Nikolai Medtner:
  - Hoja de álbum (Листок из альбома) (1900)
- Felix Mendelssohn:
  - Album-leaf en mi menor, Op. 117 (1837)
- Moritz Moszkowski:
  - Albumblatt, Op. 2
  - Feuillet d'album n.º 2 de Trois morceaux, Op. 86 (1911)
- Modest Músorgski:
  - Méditation (feuillet d'album) (1880)
- Tivadar Nachéz:
  - Albumblatt (1884)[13]
- Friedrich Nietzsche:
  - Albumblatt[14]
- Edouard Potjes:
  - Feuillet d'Album
- Max Reger:
  - Albumblatt (Andantino) n.º 2 en re menor de Nueve Bunte Blätter para piano, Op. 36 (1899)
  - Albumblatt n.º 1 en si menor (Mit Ausdruck, nicht zu langsam) de Diez pequeñas piezas para piano, Op. 44 (1900)
  - Albumblatt n.º 1 de Dos composiciones para violín y piano, Op. 87 (1905)
  - Albumblatt n.º 4 de Grüsse an die Jugend (1898)
  - Tres hojas de álbum (Miniature Gavotte; Allegretto grazioso; Andante) (1898–99)
  - Albumblad n.º 1 de Blätter und Blüten (1900–02)
  - Albumblatt en mi bemol mayor para clarinete, violín y piano (1902)
- Camille Saint-Saëns:
  - Feuillet d'album, Op. 169 (1921)
  - Feuillet d'album (1909)
- Carlos Salzedo:
  - Feuillet d'album n.º 2 para soprano, arpa y piano de "Three Poems of Stephane Mallarme" (1924)
- Philipp Scharwenka:
  - 5 Albumblätter, Op. 27 (1878)[15]
- Franz Schubert:
  - Vals en sol titulado "Albumblatt", D. 844
- Robert Schumann:
  - Albumblätter, Op. 124 incluye una pieza que antes formaba parte de WoO 31 (1832–45)
- Alexander Scriabin:
  - Hoja de álbum n.º 1 en mi bemol mayor de Trois morceaux, Op. 45
  - Album Leaf, Op. 58
  - Feuillet d'Album de Monighetti en la bemol mayor (1889)
  - Feuillet d'Album en fa sostenido mayor (1905)
- Hans Sitt:
  - 6 Albumblätter para viola y piano, Op. 39 (publicado en 1891)
- Bedřich Smetana:
  - 6 Album Leaves (A Kateřina Kolářová; A Elizabeth Felicia Thun; A Josephina Fink; A Jean Kunz; A Wenzel Ulwer; A Marie Proksch) (1844–62)
  - 6 Album Leaves (1849–50)
  - 3 Album Leaves (A Robert Schumann; Wanderer's Song; Es siedet und braust) (1849–50)
  - 6 Album Leaves (1849–50)
  - Otras 7 hojas de álbum sueltas
- Juan María Solare:
  - Albumblatt
- John Philip Sousa:
  - Una hoja de álbum para violin (1863)
- Zygmunt Stojowski:
  - Feuillet d'album, Op. 19/1
  - Deux Feuilles d'album
- Robert Stolz:
  - Albumblatt, Op. 1 (1895)[16]
- Josef Suk:
  - Hoja de álbum n.º 1 de "Tres canciones sin palabras" (1891)
  - Hoja de álbum en fa mayor (1895)
- Alexander Taneyev:
  - Hoja de álbum (Листок из альбома) en sol mayor para viola y piano, Op. 33
- Pyotr Ilyich Tchaikovsky:
  - Feuillet d'album, Op. 19/3
- Sigismond Thalberg:
  - Albumblatt
- Rudolf Tillmetz:
  - Hoja de álbum para flauta y piano, Op. 8
- Louis Vierne:
  - Feuillets d'album (Matin d'été; Contemplation; La mer et la nuit; Nuit étoilée; Coup de vent; Le vieux berger; La valse; Dans le bois; Chanson des faucheurs), Op. 9
- Henri Vieuxtemps:
  - 3 Feuilles d'album para violín y piano, Op. 40 (1864)
- Richard Wagner:
  - Albumblatt für Ernst Benedikt Kietz: Lied ohne Worte, WWV 64 (1840)
  - In das Album der Fürstin M. [Metternich], WWV 94 (1861)
  - Albumblatt für Frau Betty Schott, WWV 108 (1875)
- Kurt Weill:
  - Albumblatt para Erika (1937; transcripción de la pastoral de Der Weg der Verheissung)
- Charles-Marie Widor:
  - 12 Feuillets d’album, Op. 31 (1877; n.º 11 fue transcrito por Marcel Dupré para órgano como Marche américaine)
- Charles Wuorinen:
  - Hoja de álbum (1984)
- Sergei Yuferov:
  - Entre petits et grands amis: 6 Album Leaves (Листки из альбома) (Boite à musique; Aveu; Mazurca; Petite valse; Question et réponse; Mélodie), Op. 10
  - En famille, 6 Album Leaves (Листки из альбома) (Feuille d'album; Petite étude; Impatience; Charmeuse; Un conte; Caprice), Op. 12
- Alexander von Zemlinsky:
  - Albumblatt (Erinnerung aus Wien) (1895)
- Alberto Nepomuceno:
  - Folhas d'álbum (1891)
- Richard Zeckwer:
  - Hoja de álbum (precedida de Notturno) (1874)[17]